# Igel (Mosel)
Igel település Németországban, Rajna-vidék-Pfalz tartományban. Lakosainak száma 2136 fő (2023. december 31.).

## Népesség
A település népességének változása:
| Lakosok száma | 1418 | 2102 | 2100 | 2076 | 2110 | 2136 |
|               | 1975 | 2017 | 2019 | 2021 | 2022 | 2023 |